# وادووادنیا
وادووادنیا (به لاتین: Waduwadeniya) یک منطقهٔ مسکونی در سری‌لانکا است که در استان ساباراگامووا واقع شده‌است.